# Waaierdemocratie

Duitsland is een duidelijk voorbeeld van een waaierdemocratie omdat de vier middenpartijen de macht verdelen en Die Linke en AfD uitgesloten worden van regeringsdeelname.

Waaierdemocratie is een politieke theorie ontwikkeld door Ed van Thijn, waarin hij waarschuwt voor de gevaren van centrumpolitiek in combinatie met politieke versplintering. De term verwijst naar het beeld van coalities die als een waaier vanuit het politieke midden ontspringen, waarbij flankpartijen doorgaans worden uitgesloten of gemarginaliseerd.  

## Kenmerken
In een waaierdemocratie ligt de macht vooral bij het politieke midden, wat leidt tot brede coalities van zowel linkse als rechtse partijen. Een kenmerk hiervan is dat er vrijwel altijd een partij in de coalitie zit die ook in de vorige regering vertegenwoordigd was. Hierdoor blijven grote machtswisselingen uit en ontstaat een politiek systeem dat gekenmerkt wordt een gebrek aan sterke koerswijzigingen.  

Van Thijn bekritiseerde daarnaast de praktijk waarbij coalities pas ná verkiezingen worden gevormd, in plaats van vooraf door middel van stembusakkoorden of duidelijke pre-electorale coalities. Dit staat in contrast met een penduledemocratie of blokpolitiek, waar vooraf gesloten allianties kiezers de mogelijkheid bieden om via de stembus te kiezen voor een duidelijke koerswijziging na de verkiezingen. Volgens Van Thijn verstart centrumpolitiek de dynamiek van het politieke debat en kan dit zelfs het vertrouwen van kiezers in het politieke systeem ondermijnen, omdat zij vaak beperkte invloed hebben op de samenstelling van coalities. 

## Oppositie en onvrede
Een waaierdemocratie lijkt flexibiliteit en openheid in het proces van coalitievorming te bieden, maar in de praktijk blijven de opties beperkt tot het politieke midden. Dit kan zorgen voor onvrede wanneer partijen buiten het dominante centrum uitgesloten blijven van regeringsdeelname.
Door standpunten van populaire flankpartijen over te nemen, proberen middenpartijen de invloed van deze partijen in te dammen. Toch roept elke coalitie onvermijdelijk ook oppositie op omdat kiezers geneigd zijn een alternatief te zoeken om de zittende regering weg te stemmen. Wanneer dat alternatief bij de flanken ligt, ontstaat het risico op polarisatie waarin extreme posities een grotere aantrekkingskracht uitoefenen. Dit laatste wordt ook wel een tangdemocratie genoemd.

## Toepassing
Een waaierdemocratie is vooral te zien in parlementaire systemen met een hoge mate van evenredige vertegenwoordiging, waar geen enkele partij een absolute meerderheid kan behalen. Landen met een sterk verdeeld politiek landschap en meerdere relevante partijen zijn geneigd het model van centrumpolitiek te volgen, aangezien het helpt om coalities te vormen die recht doen aan de uiteenlopende stemmen van de kiezers. Kenmerkend voor een waaierdemocratie is echter actieve of passieve uitsluiting van flankpartijen. 

Bij de Tweede Kamerverkiezingen van 2021 bemachtigden 17 partijen een plek in het parlement, wat leidde tot een enorme waaier aan mogelijke coalities.

### Nederland en België
In sommige landen, zoals Nederland en België, is de politieke cultuur lange tijd beïnvloed door elementen van waaierdemocratie, waar coalities pas na de verkiezingen worden gevormd en gebaseerd zijn op de uitslagen. Dit leidt vaak tot een breed spectrum van mogelijke coalities en maakt de vorming van de regering een langdurig en soms onvoorspelbaar proces. Nederland en België kennen de langst durende formaties van Europa. België heeft zelfs de langste formatie ooit op zijn naam staan van 541 dagen.

## Ed van Thijn
Ed van Thijn, prominent lid van de PvdA, speelde een belangrijke rol in de discussie over democratische vernieuwing in de jaren '60 en '70. In 1967 introduceerde hij de concepten waaier- en tangdemocratie waarmee hij kritiek uitte op de toenmalige starre machtsverhoudingen en pleitte voor een inclusiever politiek systeem. Van Thijn was een van de drijvende krachten achter het progressieve manifest Keerpunt 1972, dat de PvdA en de Nederlandse politiek wilde hervormen in de richting van een penduledemocratie. Hij beschreef de volgende begrippen:

### Waaier- en tangdemocratie
Een waaierdemocratie kenmerkt zich door groot aantal coalitiemogelijkheden. Het is een systeem dat bestaat uit meerdere partijen waarbij de grootste partij doorgaans de verkiezingen wint. De politieke macht wordt vervolgens verdeeld over meerdere middenpartijen. Een gevolg van deze middencoalities is dat onvrede zich enkel kan uiten via de flanken van het politieke spectrum. Anti-systeempartijen aan de uitersten van het politieke spectrum kunnen groeien doordat ze zich profileren tegen brede middencoalities. Een middel dat vaak toegepast wordt binnen een waaierdemocratie is uitsluiting van flankpartijen door middel van een cordon sanitaire. Dit kan echter lang niet altijd voorkomen dat radicale partijen verkiezingen gaan winnen. Juist door onvrede met middenpartijen krijgen de extremen aan de flank van het politieke spectrum steeds meer invloed. Deze extremen vormen als het ware een tang rondom de centrumpartijen. Hierdoor krijgen de centrumpartijen steeds meer moeite om stabiele coalities te vormen zonder de steun van de extremen, wat leidt tot een meer gepolariseerd politiek landschap waarin de democratie zelf onder druk komt te staan. 
Als de extremen sterk genoeg worden, kunnen anti-systeempartijen de politiek domineren, wat uiteindelijk kan leiden tot een tangdemocratie. Tangdemocratie verwijst naar een situatie waarin de democratie onder druk komt te staan door krachten die de rechtsstaat en democratische processen ondermijnen, vergelijkbaar met hoe een tang iets stevig vastgrijpt en knelt. Van Thijn gebruikte het concept om te waarschuwen voor bedreigingen van de democratie door zowel interne als externe factoren, zoals extremisme, verzwakking van instellingen en polarisatie door autoritaire leiders. Een historisch voorbeeld is de val van de Weimarrepubliek, waar door politieke fragmentatie, economische crises en de opkomst van antidemocratische bewegingen, de democratie plaatsmaakte voor dictatuur van de Nazi-partij. In het hedendaagse Hongarije zien we een vergelijkbaar patroon, waarbij democratische vrijheden en de rechtsstaat steeds verder worden uitgehold onder leiding van Viktor Orbán van de Fidesz-partij.

### Penduledemocratie en blokpolitiek

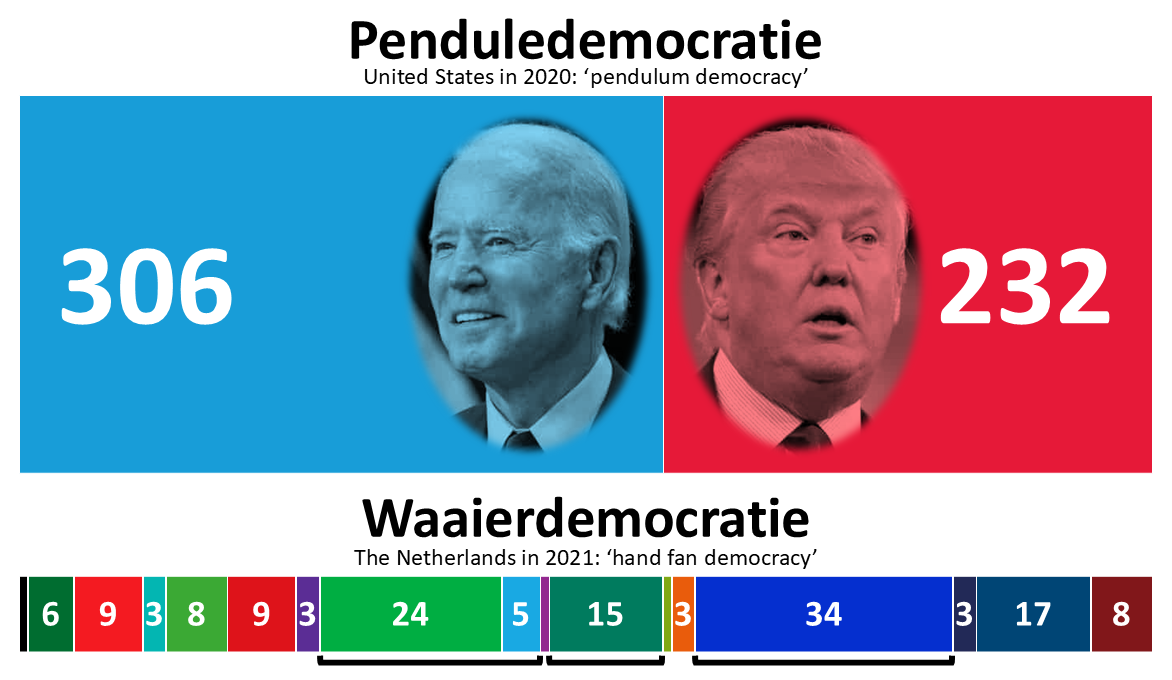
In een penduledemocratie zoals de Verenigde Staten wisselen links en rechts elkaar af terwijl een waaierdemocratie zoals Nederland geregeerd wordt door een waaier aan middenpartijen.

Ed van Thijn beschreef penduledemocratie als een systeem waarin de politieke macht afwisselend tussen twee grote partijen of blokken verschuift. Dit is een kenmerk van Angelsaksische landen met een meerderheidsstelsel, maar kan ook toegepast worden in landen met evenredige vertegenwoordiging, die met name geregeerd worden door brede middencoalities. Door het ontbreken van een pendulewerking kunnen partijen daar lang door blijven regeren. Dit beperkt vervolgens een diverse politieke vertegenwoordiging en voortdurende wisseling van de macht. In de context van de politieke versplintering in Nederland zag Van Thijn blokpolitiek als een mogelijke versterking. Dit zou samenwerking en consensus stimuleren tussen alle partijen binnen twee grotere blokken, zoals in Scandinavië. Dit zou volgens hem kunnen helpen om de politieke versnippering in Nederland te overbruggen en meer stabiliteit en coherentie in de besluitvorming te brengen. Hierdoor ontstaat een inclusiever en beter functionerend democratisch proces.
Tegenwoordig wordt blokpolitiek door politicologen als Simon Otjes en Tom van der Meer als oplossing gezien voor de zwakheden van een waaier- en tangdemocratie. Politieke ontevredenheid kan zich in zo'n systeem concentreren bij het rode of blauwe blok van de oppositie in plaats van de extreme flanken. Kiezers zijn daardoor in staat om een kabinet waar ze ontevreden mee zijn in zijn geheel weg te sturen. Wanneer partijen zich voor de verkiezingen gaan verenigen in blokken, kan dat leiden tot de transitie van een waaierdemocratie naar een penduledemocratie, gekenmerkt door regelmatige machtswisselingen tussen twee blokken. Dit verenigt de vertegenwoordigende kracht van een meerpartijenstelsel met de beslissende macht van kiezers.